# 茂木七郎右衛門 (6代)

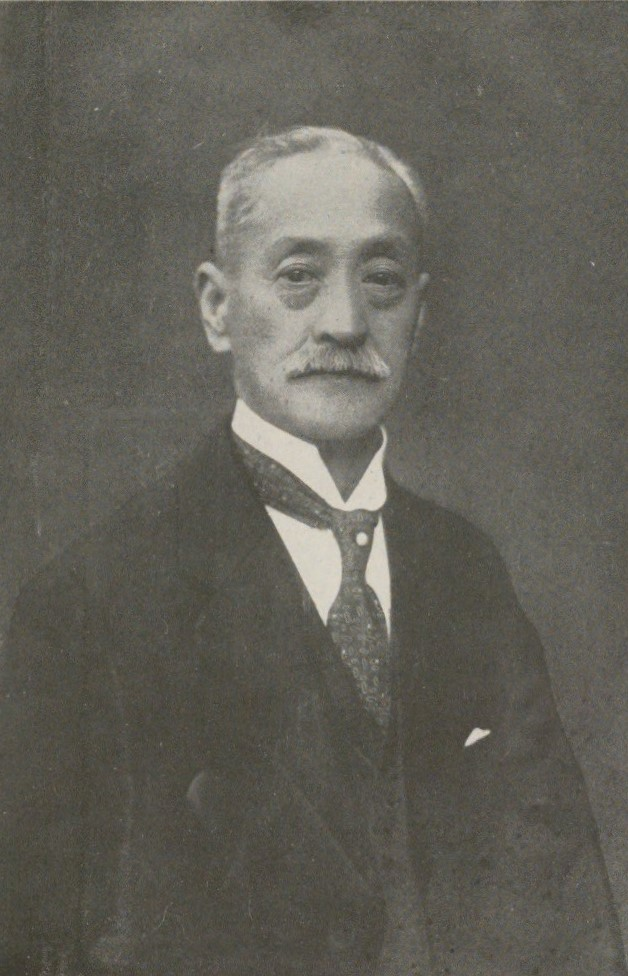
6代茂木七郎右衛門

六代 茂木 七郎右衛門（ろくだい もぎ しちろうえもん、旧名・兵三郎、1860年3月16日（万延元年2月24日） - 1929年（昭和4年）4月19日）は、日本の醤油醸造家、実業家、資産家、千葉県多額納税者。野田醤油（現・キッコーマン）初代社長。野田商誘銀行頭取。野田人車鉄道顧問。千秋社代表社員。族籍は千葉県平民。

## 経歴
下総国野田（現・千葉県野田市）出身。茂木柏衛の長男。あるいは茂木七郎右衛門の長男。1896年、家督を相続し旧名兵三郎を改めた。醤油醸造業を営んだ。野田醤油社長、野田商誘銀行頭取、万上味淋、北総鉄道各取締役等をつとめた。

## 人物
実業家の岩崎清七は、先代の時代から茂木家に大豆や小麦を納ていた関係から、生涯幾度となく七郎右衛門に資金援助をしてもらい、恩人としている。
貴族院多額納税者議員選挙の互選資格を有した。住所は千葉県東葛飾郡野田町。

## 栄典
- 1927年11月19日 - 紺綬褒章[9][12]
  - 1923年9月、関東大震災火災救援費金2万円を寄付する[12]。

## 家族・親族
茂木家
- 父・柏衛（埼玉、農業・三浦荒太郎の二男・栄左衛門。茂木七郎右衛門5代目となり、隠居後柏衛と号す）[1][13]
- 母・勝子（4代茂木七郎右衛門の娘）[13]。
- 弟
  - 中野長兵衛（1864年 - ?） ‐ 旧名・茂木長三郎。中野長兵衛の家督を相続[1]、千葉県多額納税者、醤油問屋業
  - 川村朝次郎（1866-1906） - 米国イェール大学に留学ののち栃木県河内郡長・川村伝蔵の婿養子となり、大日本坩堝製造所（現・日本ルツボ）を設立、日露戦争の軍需景気で活況となったが、42歳で病没、会社は茂木家が引き継ぎ、戦後は朝次郎の長男・川村啓三郎も社長を務めた[14]
  - 藤崎勘三郎 ‐ 藤崎家の養子となる。五男の茂木克己はキッコーマン社長、長女の愛子は茂木房五郎 (5代)の妻、二女・包子は茂木七郎治（4代）の妻となる。孫に茂木康三郎（克己の子）。孫の岡田民雄は日本坩堝の社長を務めた[15]。
  - 新三郎（1872年 - ?）[9]
- 妹・ひで（1873年 - ?、千葉、茂木房五郎 (4代)の妻）[1]
- 前妻・梅 ‐ 茂木房五郎2代の四女[16]
- 後妻・つや（1875年 - ?、東京、山本徳次郎の妹[9][1]、山本徳次郎の姉[10]）
- 長男・順三郎（1884年 - 1954年）[9]
- 二男・中野栄三郎（1887年 - 1988年、弟・中野長兵衛の養子）[9]
- 長女・義（1891年 - ?、茂木信一の妻）[9]
- 婿養子・信一（1886年 - ?、埼玉、須田守三の次男、長女・義の夫）[3]

親戚
- 四代茂木房五郎（旧名・熊蔵、千葉県多額納税者、醤油醸造家、会社重役）
- 五代茂木房五郎（旧名・三千蔵、千葉県多額納税者、会社重役）